# Etting
Pour les articles homonymes, voir Etting (homonymie).
Etting [etɛ̃] est une commune française située dans le département de la Moselle, en Lorraine, dans la région administrative Grand Est. Le village fait partie du pays de Bitche  et du bassin de vie de la Moselle-Est.

## Géographie

### Localisation
La commune est à 1,7 km de Achen, 20,1 de Sarreguemines et 27,8 de Bitche.

### Géologie et relief
Le village se situe dans un vallon adjacent au ruisseau d'Achen, en pays découvert, au milieu des vergers.
Système d’information pour la gestion des eaux souterraines du bassin Rhin-Meuse : Formations géologiques du territoire communal présentes à l'affleurement ou en subsurface.

### Sismicité
Commune située dans une zone de sismicité 2 faible.

### Hydrographie et les eaux souterraines
La commune est située dans le bassin versant du Rhin au sein du bassin Rhin-Meuse. Elle n'est drainée par aucun cours d'eau.

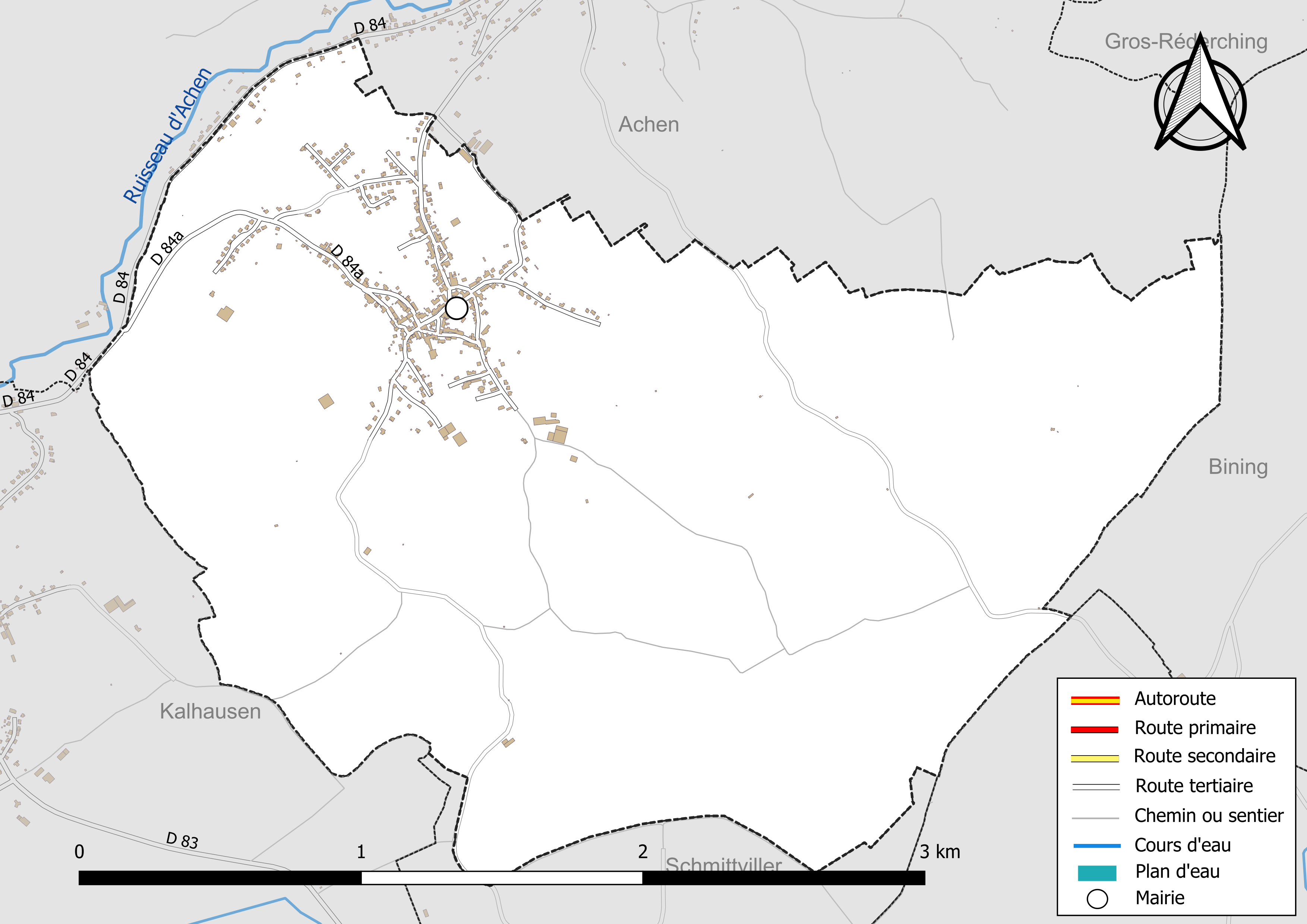
Réseaux hydrographique et routier d'Etting.

### Climat
Pour des articles plus généraux, voir Climat du Grand Est et Climat de la Moselle.
En 2010, le climat de la commune est de type climat des marges montargnardes, selon une étude du Centre national de la recherche scientifique s'appuyant sur une série de données couvrant la période 1971-2000. En 2020, Météo-France publie une typologie des climats de la France métropolitaine dans laquelle la commune est exposée à un climat semi-continental et est dans la région climatique  Vosges, caractérisée par une pluviométrie très élevée (1 500 à 2 000 mm/an) en toutes saisons et un hiver rude (moins de 1 °C). 
Pour la période 1971-2000, la température annuelle moyenne est de 9,6 °C, avec une amplitude thermique annuelle de 17 °C. Le cumul annuel moyen de précipitations est de 978 mm, avec 11,5 jours de précipitations en janvier et 10,1 jours en juillet. Pour la période 1991-2020, la température moyenne annuelle observée sur la station météorologique de Météo-France la plus proche, « Berg », sur la commune de Berg à 15 km à vol d'oiseau, est de 10,4 °C et le cumul annuel moyen de précipitations est de 801,8 mm. 
La température maximale relevée sur cette station est de 37,4 °C, atteinte le 25 juillet 2019 ; la température minimale est de −16,8 °C, atteinte le 7 février 2012,,. 
Les paramètres climatiques de la commune ont été estimés pour le milieu du siècle (2041-2070) selon différents scénarios d'émission de gaz à effet de serre à partir des nouvelles projections climatiques de référence DRIAS-2020. Ils sont consultables sur un site dédié publié par Météo-France en novembre 2022.

### Intercommunalité
Commune membre de la Communauté de communes du Pays de Bitche.

## Urbanisme

### Typologie
Au 1er janvier 2024, Etting est catégorisée bourg rural, selon la nouvelle grille communale de densité à sept niveaux définie par l'Insee en 2022.
Elle est située hors unité urbaine. Par ailleurs la commune fait partie de l'aire d'attraction de Sarreguemines (partie française), dont elle est une commune de la couronne,. Cette aire, qui regroupe 48 communes, est catégorisée dans les aires de 50 000 à moins de 200 000 habitants,.

### Occupation des sols
L'occupation des sols de la commune, telle qu'elle ressort de la base de données européenne d’occupation biophysique des sols Corine Land Cover (CLC), est marquée par l'importance des territoires agricoles (90,5 % en 2018), en diminution par rapport à 1990 (92,2 %). La répartition détaillée en 2018 est la suivante : 
prairies (50,2 %), terres arables (29,6 %), zones agricoles hétérogènes (10,7 %), zones urbanisées (9,5 %). L'évolution de l’occupation des sols de la commune et de ses infrastructures peut être observée sur les différentes représentations cartographiques du territoire : la carte de Cassini (XVIIIe siècle), la carte d'état-major (1820-1866) et les cartes ou photos aériennes de l'IGN pour la période actuelle (1950 à aujourd'hui).

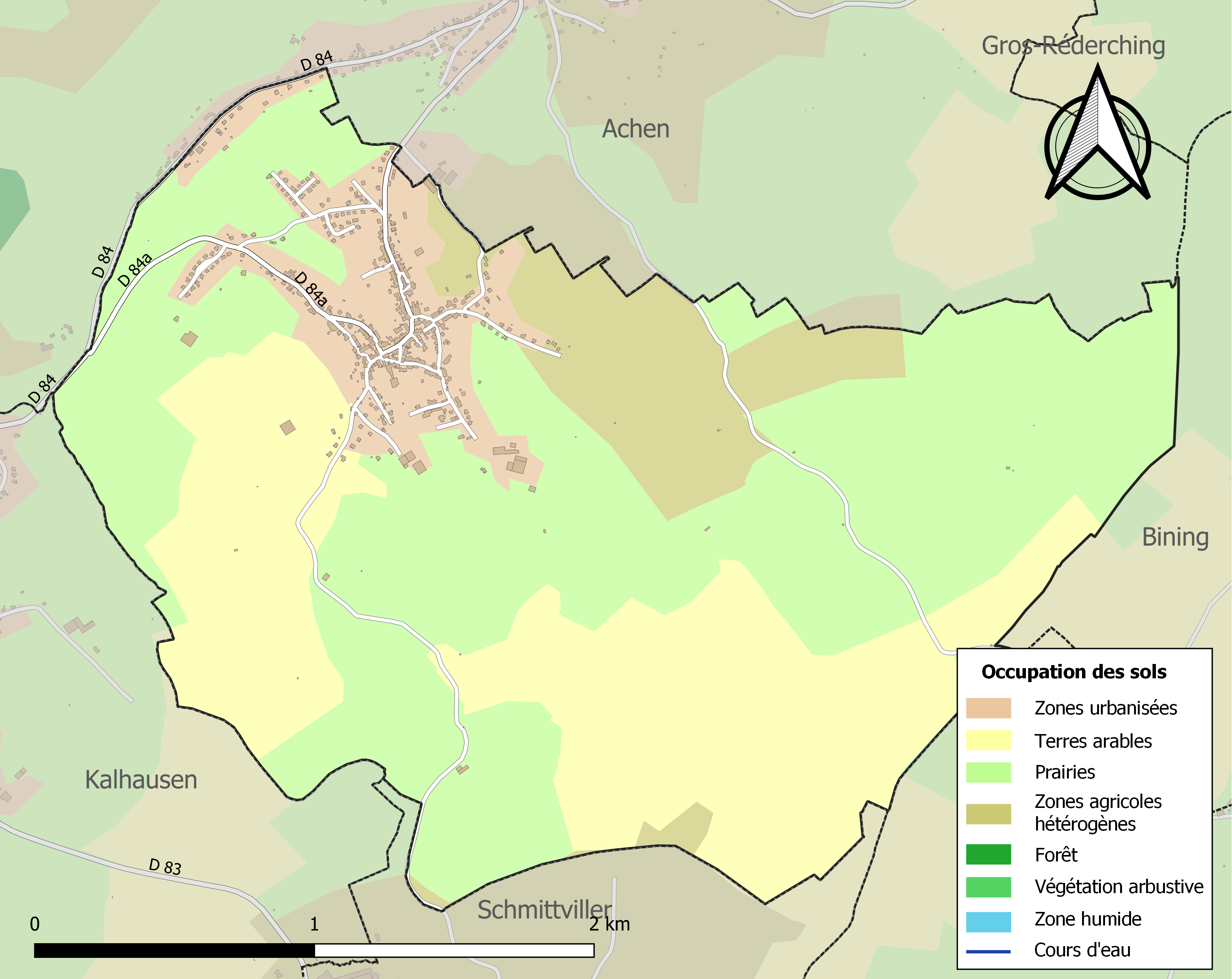
Carte des infrastructures et de l'occupation des sols de la commune en 2018 (CLC).

Plans locaux d'urbanisme de Niederbronn-les-Bains et du Pays de Bitche.

## Toponymie
- Le nom du village provient d'un homme germanique Edo ou Etto, suivi du suffixe -ing.
- Etting (1381), Aettingen (1571), Ettingen (1751), Huttingen (1756), Etting (1771), Eting (1793), Etting (1801), Ettingen (carte Cassini), Ettingen (1871-1918 et 1940-1944).
- Ettinge en francique lorrain[16].

### Voies de communications et transports

#### Voies routières
- D84a > D83 vers Kalhausen[17].
- D84 vers Achen.

#### Transports en commun
- Fluo Grand Est.

##### SNCF
- Gare de Wittring,
- Gare de Kalhausen,
- Gare d'Oermingen,
- Gare de Rohrbach-lès-Bitche,
- Gare de Wœlfling-lès-Sarreguemines.

## Histoire
Mentionné en 1381 sous sa forme actuelle, succursale de la paroisse d'Achen, elle en a suivi les destinées jusqu'au début du XIXe siècle, passant de l'archiprêtré de Hornbach à celui de Rohrbach. Une église, dédiée à la Nativité de la Vierge, est construite en 1805 seulement, à la suite d'une requête des habitants, compte tenu de l'éloignement de l'église-mère d'Achen. La tour-clocher en façade est ajoutée en 1870.
Épargné par la Seconde Guerre mondiale, le village a conservé quelques fermes intéressantes et de nombreuses croix de chemin. Dépendant du canton de Rohrbach-lès-Bitche depuis 1790, la commune a été annexe d'Achen entre 1811 et 1833.

## Politique et administration

### Budget et fiscalité 2021
En 2021, le budget de la commune était constitué ainsi :
- total des produits de fonctionnement : 515 000 €, soit 687 € par habitant ;
- total des charges de fonctionnement : 312 000 €, soit 416 € par habitant ;
- total des ressources d'investissement : 894 000 €, soit 1 192 € par habitant ;
- total des emplois d'investissement : 571 000 €, soit 762 € par habitant ;
- endettement : 706 000 €, soit 941 € par habitant.

Avec les taux de fiscalité suivants :
- taxe d'habitation : 15,51 % ;
- taxe foncière sur les propriétés bâties : 30,53 % ;
- taxe foncière sur les propriétés non bâties : 67,75 % ;
- taxe additionnelle à la taxe foncière sur les propriétés non bâties : 0,00 % ;
- cotisation foncière des entreprises : 0,00 %.

Chiffres clés Revenus et pauvreté des ménages en 2019 : médiane en 2019 du revenu disponible, par unité de consommation : 22 970 €.

## Population et société

### Démographie

#### Évolution démographique
L'évolution du nombre d'habitants est connue à travers les recensements de la population effectués dans la commune depuis 1793. Pour les communes de moins de 10 000 habitants, une enquête de recensement portant sur toute la population est réalisée tous les cinq ans, les populations de référence des années intermédiaires étant quant à elles estimées par interpolation ou extrapolation. Pour la commune, le premier recensement exhaustif entrant dans le cadre du nouveau dispositif a été réalisé en 2008.

En 2022, la commune comptait 714 habitants, en évolution de −5,56 % par rapport à 2016 (Moselle : +0,52 %, France hors Mayotte : +2,11 %).
| 1793 | 1800 | 1806 | 1836 | 1841 | 1861 | 1866 | 1871 | 1875 |
| ---- | ---- | ---- | ---- | ---- | ---- | ---- | ---- | ---- |
| 356  | 382  | 444  | 653  | 569  | 627  | 650  | 665  | 670  |

| 1880 | 1885 | 1890 | 1895 | 1900 | 1905 | 1910 | 1921 | 1926 |
| ---- | ---- | ---- | ---- | ---- | ---- | ---- | ---- | ---- |
| 685  | 663  | 616  | 607  | 609  | 638  | 661  | 670  | 681  |

| 1931 | 1936 | 1946 | 1954 | 1962 | 1968 | 1975 | 1982 | 1990 |
| ---- | ---- | ---- | ---- | ---- | ---- | ---- | ---- | ---- |
| 679  | 698  | 666  | 681  | 760  | 775  | 810  | 811  | 788  |

| 1999 | 2006 | 2008 | 2013 | 2018 | 2022 | - | - | - |
| ---- | ---- | ---- | ---- | ---- | ---- | - | - | - |
| 778  | 771  | 769  | 764  | 737  | 714  | - | - | - |

La population a considérablement augmenté, passant de 481 habitants en 1817, à 644 en 1852 et 811 en 1982, sans doute à cause de la proximité des villes de Sarralbe et de Sarreguemines.
Entre 1811 et 1833, le village d'Etting appartenait à la commune d'Achen.

### Enseignement
Établissements d'enseignements :
- Écoles maternelles et primaires,
- Collèges à Rohrbach-lès-Bitche, Diemeringen, Sarre-Union, Sarralbe,
- Lycées à Sarre-Union, Sarreguemines.

### Santé
Professionnels et établissements de santé :
- Médecins à Achen, Wittring, Gros-Réderching, Wiesviller, Oermingen, Rohrbach-lès-Bitche,
- Pharmacies à Achen, Rohrbach-lès-Bitche, Herbitzheim,
- Hôpitaux à Sarreguemines, Sarralbe, Sarre-Union.

### Cultes
- Culte catholique, Communauté Saint Antoine du Haut Poirier. Paroisse d'Etting-Nativité de la Sainte Vierge[26], Diocèse de Metz.

## Économie

### Entreprises et commerces

#### Agriculture
- Élevage de vaches laitières.
- Élevage de chevaux et d'autres équidés.
- Culture de céréales, de légumineuses et de graines oléagineuses.
- Culture et élevage associés.
- Élevage d'ovins et de caprins

#### Tourisme
- Chambres d'hôtes à Rahling, Bining, Zetting, Sarreguemines.
- Restauration traditionnelle.

#### Commerces
- Commerces et services de proximité à Sarreguemines, Diemeringen, Rohrbach-lès-Bitche.

## Lieux et monuments

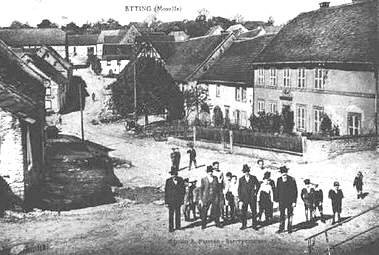
Vue du village.

- Au cœur du village, une ferme présente des dispositions originales, sans doute dues à une contrainte de parcellaire. Construite en 1731[27] pour les époux Nicolas Freyermuth et Anna Müller, elle est composée de deux bâtiments séparés par une petite cour : le logis à gauche et l'exploitation à droite, ouverts en pignon. La porte piétonne, qui porte la date, au fond de la cour, est couverte par un linteau dont le tympan, portant le monogramme du Christ, est délimité par une forte mouluration à ressauts : il s'agit là d'un de témoignages ultimes de ce type de porte, dont les premiers exemples remontent à la fin du XVIIe siècle.
- Érigée en 1817 au carrefour des routes de Kalhausen et de Bellevue[28], une croix monumentale est à rapprocher de la croix présente rue des vergers, dans la commune voisine de Rahling. Traditionnelle dans son élévation et dans la répartition de son décor (sur le fût figurent sainte Barbe, la Vierge et deux saints franciscains, peut-être saint François et saint Antoine), sa particularité réside dans le décor de perles et de piastres réunies par des festons, qui marquent la séparation entre le fût et la croix.

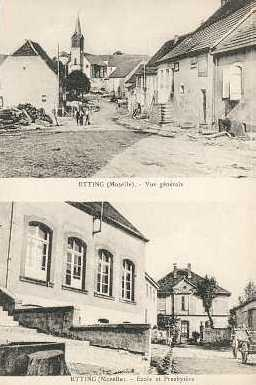
Vues du village.

- Épargnées par le renouvellement des monuments funéraires au cours des dernières décennies, deux tombes d'inspiration néoclassique, l'une du milieu du XIXe siècle, l'autre datée 1887, comportent une riche iconographie religieuse naïvement sculpté en demi-relief dans le grès, représentant les patrons des défunts et de leurs proches. Sur la tombe de la famille Dehlinger[29] figurent saint Pierre, sainte Catherine et la Vierge, tandis que sur celle de Jean-Nicolas Freiermuth, ce sont saint Nicolas, saint Françoise et sainte Barbe. Les frontons portent le triangle trinitaire, tandis que la base de la croix amortissant la tombe Freiermuth[30] abrite dans une niche encadrée par une draperie le Christ mort, posé sur un linceul.
- Église paroissiale de la-Nativité-de la-Vierge[31], construite en 1805, date portée par la porte d'entrée de la nef, en raison de l'éloignement et de l'insuffisance de l'église mère d'Achen ; tour clocher ajoutée dans les années 1870, en remplacement d'un campanile ; église restaurée par les paroissiens en 1977, avec construction d'une chapelle des fonts
- Grotte de Lourdes[32],[33].

## Personnalités liées à la commune
- Antoine Kremer, directeur de recherche à l'INRA, lauréat du prix Marcus Wallenberg, nommé premier citoyen d'honneur d'Etting.
- Matthieu Sprick, né le 29 septembre 1981, coureur cycliste professionnel originaire d'Etting.
- Marie-Jo Thiel, née le 7 mai 1957, récompensée par la Légion d'honneur pour son engagement dans le domaine de l'éthique.
- Les autres citoyens mis à l'honneur[34] :
  - Le colonel Hittinger Joseph (1922-2010),
  - Pierre ROHR (1923-1991), combattant volontaire de la Résistance.

## Sources et bibliographie
- Etting sur le site du Bitscherland
- Etting sur le site des Pays de Bitche et de la Sarre
- Le patrimoine de la commune sur www.pop.culture.gouv.fr/
- Les moulins et scieries du Pays de Bitche, Joël Beck, 1999.
- Rohrbach-lès-Bitche et son canton, Joël Beck, 1988.
- Le canton de Rohrbach-lès-Bitche, Joël Beck, 2004.
- Le Pays de Bitche 1900-1939, Joël Beck, 2005.
- Chiffres clés publiés par l'institut national de la statistique et des études économiques (INSEE). Dossier complet
- Inventaire national du patrimoine naturel de la commune